# Edward Troughton

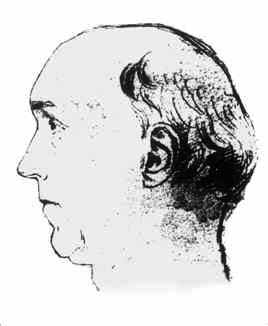
Edward Troughton

Edward Troughton (* Oktober 1753 in Corney, Cumberland; † 12. Juni 1835 in London) war ein britischer Instrumentenbauer, der bekannt war für seine Teleskope und andere astronomische Instrumente.
Seine Eltern waren der Landwirt Francis Troughton und Mary, geb. Stable. Sein Onkel John Troughton (* um 1716) war ein Instrumentenbauer in London. Edward war der jüngste von sechs Kindern und arbeitete zunächst bei seinem Vater. Sein älterer Bruder John († 1788) und ein weiterer machten eine Lehre bei dem Onkel. Nach dem Tod des zweiten Bruders begann auch Edward 1773 eine Lehre als Instrumentenbauer bei seinem Onkel. Sein 1778 entwickeltes Verfahren, Kreisbögen einzuteilen, wurde später als "die größte Verbesserung in der Kunst des Instrumentenbaus ausgemacht.
1779 ging er eine Partnerschaft mit seinem Bruder John ein und etablierte sich bald als führende Hersteller von Navigations-, Vermessungs- und astronomischen Instrumenten in Großbritannien. Nach dem Tod von Jesse Ramsden im Jahr 1800 stiegen sie zu Englands führenden Instrumentenbauern auf. 1782 übernahmen sie das etablierte Geschäft des Instrumentenbauers Benjamin Cole (1695–1766) in der Fleet Street 136 unter dem Zeichen The Orrery. (Coles gleichnamiger Vater hatte das Geschäft von Thomas Wright übernommen.) 1805 konstruierte er den ersten modernen Transit-Kreis. 1806 schuf er den Groombridge Transit Circle, den Stephen Groombridge für seinen Sternenkatalog verwandte. 1809 erhielt er die Copley Medal der Royal Society. 1812 errichtete er am Greenwich-Observatorium den mural-Kreis (zur Messung der polaren Distanzen). Er erfand zahlreiche geodätische Instrumente und seine Sextanten wurden von fast allen Seefahrern verwendet. 1822 wurde er zum Mitglied (Fellow) der Royal Society of Edinburgh gewählt.
1826 nahm er William Simms (1793–1860) als Partner hinzu und die Firma wurde bekannt als Troughton & Simms (ab 1922 Cooke, Troughton & Simms). Mit dem Astronomen James South (1785–1867), der mit der Qualität einer Teleskop-Aufhängung nicht zufrieden war, führte er einen langen Rechtsstreit.
Seit April 2021 sind die Troughton Rocks in der Antarktis nach ihm benannt.